# Ferrovia Rocchette-Arsiero
La ferrovia Rocchette-Arsiero era una ferrovia dell'Alto vicentino che collegava il nodo ferroviario di Piovene Rocchette con Arsiero. Costruita a scartamento ridotto venne ricostruita a scartamento ordinario nel 1933.

## Storia
Verso la fine del XIX secolo, lo sviluppo dell'industria tessile nell'area alto-vicentina richiese la costruzione di vari collegamenti viari e ferroviari. Promotore dei vari collegamenti dell'Alto vicentino fu Alessandro Rossi, futuro leader degli industriali italiani, che ne promosse e finanziò la costruzione per collegare gli opifici manifatturieri di Torrebelvicino, Piovene Rocchette, Arsiero e Schio. Tra il 1884 e il 1885 vennero aperte al traffico ferroviario le varie tratte che collegarono le suddette località, realizzando a Schio, tramite la linea già esistente per Vicenza, il collegamento con l'importantissima relazione Milano-Venezia.

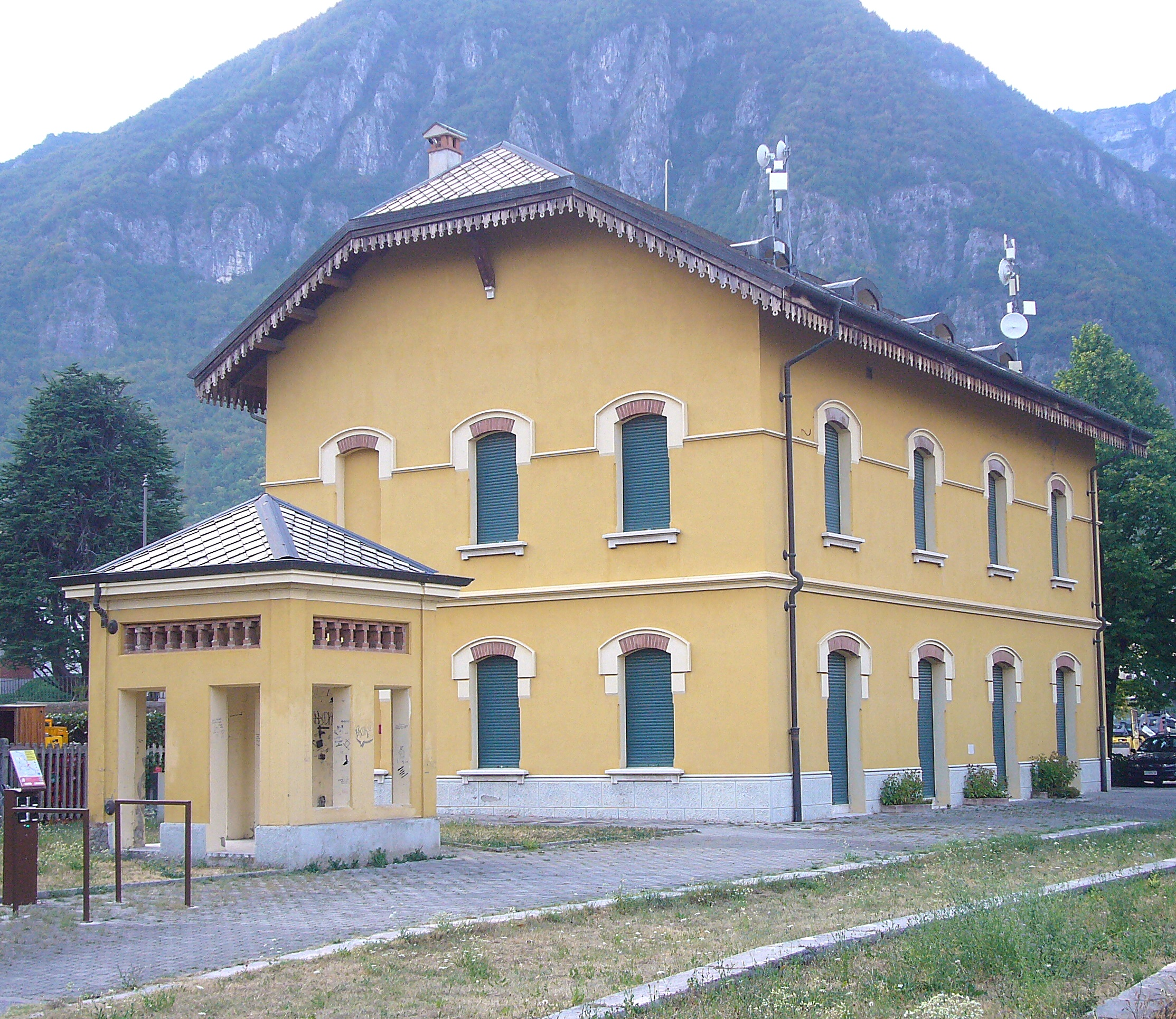
L'ex stazione di Arsiero

La linea da Rocchette per Arsiero venne costruita a scartamento ridotto (aperta definitivamente il 16 marzo 1885, dopo l'inaugurazione del primo tratto Schio-S. Orso - l'odierna Santorso - del 15 giugno 1884) dalla Società Anonima Ferrovie Economiche di Schio, costituita con capitali locali e della Società Veneta (SV); passò poi alla Società Ferrovie Nord Vicenza e, in seguito al fallimento di questa il 30 novembre 1925, avvenne il subentro ufficiale della Società Veneta dal 14 novembre 1929 con Regio Decreto nº 2158. Nel 1931 fu deciso il potenziamento e l'adeguamento allo scartamento ordinario; questa decisione produsse anche la modifica parziale del percorso, che venne accorciato di quasi un chilometro, e l'eliminazione delle interferenze con la viabilità stradale. C'era anche l'idea di proseguire in direzione di Trento o di Rovereto.
I lavori durarono due anni, dal 1931 al 1933 (inaugurazione 29 ottobre 1933). Il nuovo percorso della ferrovia collegava ancora il nodo ferroviario di Rocchette con la stazione di Arsiero ma, per eliminare ogni incrocio con la viabilità stradale, nel territorio comunale di Piovene Rocchette vennero eseguite tre nuove gallerie ed un viadotto e nel comune di Velo d'Astico, in località San Giorgio, un sottopasso; la linea non passava più per la frazione di Seghe, ma per le sottostanti campagne del centro abitato di Velo d'Astico. Quando venne inaugurata era già stato accantonato il progetto originario di proseguire da Arsiero fino a Trento o a Rovereto.
Dal 1952 furono introdotte anche delle automotrici diesel OM ALn 772 e, in seguito, OM ALn 773, entrambe delle Ferrovie dello Stato, che affiancarono e poi sostituirono le locomotive a vapore. Parallelamente, esisteva anche un servizio di autocorriere su strada (tratta Schio-Piovene Rocchette-Arsiero, via Meda di Velo d'Astico-Velo d'Astico-Arsiero), sempre gestito dalla Società Veneta. Da allora non venne attuato più alcun ammodernamento e così il servizio su rotaia fu definitivamente sospeso, assieme a quello Thiene-Rocchette, il 31 marzo 1964 e sostituito con autocorse gestite dalla Società SIAMIC (Società Italiana Autoservizi Mediterranei In Concessione), subentrata alla SV.
Il 26 febbraio 1977 una legge votata dal Parlamento decise il definitivo smantellamento della linea ferroviaria.

## Caratteristiche e percorso originario (fino al 1933)
Il tracciato venne armato con rotaie Vignoles poste su traversine in legno con scartamento di 950 mm. L'esercizio fu con trazione a vapore e durò fino al 21 dicembre 1925 data in cui venne sospeso, causa il fallimento della Società Ferrovie Nord Vicenza che ne gestiva il servizio. L'intervento della Società Veneta, volto a rilevarne la gestione, produsse la ripresa del servizio a partire dal 12 dicembre del 1926; la stessa Veneta intraprese anche la realizzazione dell'ammodernamento del percorso con il contemporaneo passaggio allo scartamento ordinario la cui inaugurazione avvenne il 29 ottobre 1933.

### Il percorso (a scartamento ridotto)
| Unknown route-map component "exCONTg" |

|  | Unknown route-map component "exABZg+l" | Unknown route-map component "exCONTfq" |

| Unknown route-map component "exBHF" |

| Unknown route-map component "exCONTgq" | Unknown route-map component "exABZgr" |  |

| Unknown route-map component "exTUNNEL2" |

| Unknown route-map component "exTUNNEL2" |

| Unknown route-map component "exHST" |

| Unknown route-map component "exBHF" |

| Unknown route-map component "exhKRZWae" |

| Unknown route-map component "exKBHFe" |

Partendo da Rocchette, percorreva un rettilineo in leggera salita (dal 1909 percorrendo nei primi 320 m un tratto in comune con la ferrovia per Asiago, per lasciare poi andare quest'ultima sulla destra) per entrare in trincea a pendenza più accentuata ed imboccare una prima galleria lunga 86 m e subito dopo un'altra galleria lunga 70 m, su tratto pianeggiante e in curva (attuale galleria stradale allargata e lunga solamente 40 m), fermando (solo in estate) sul lato opposto della strada in corrispondenza della birreria F. Zanella & C. (Fabbrica Birra Real Summano, fondata nel 1873) dove esisteva un binario di raddoppio per il parcheggio di qualche vagone viaggiatori in gita e di asservimento della stessa birreria. Trecento metri più avanti, scartando leggermente verso sinistra, passava poi in località delle Lugiare o Lujare (in dialetto) ancora in territorio comunale di Piovene (diventerà Piovene Rocchette dal 1933); dopo due gallerie di 56 e 84 m attraversava il massiccio del Castello di Meda (detto anche Cappel del Doge), cui seguiva subito dopo il casello di Meda (frazione di Velo d'Astico), curvava dopo circa un km verso destra a ovest dell'abitato di San Giorgio (fraz. di Velo d'Astico). Passava fra le località de la Fabbrica di Velo d'Astico e della Sega Nuova di Seghe (fraz. di Velo d'Astico), fermando in località Campagnola alla stazione di Seghe; seguiva poi il corso del torrente Posina scavalcandolo con un ponte in muratura a tre arcate (attuale ponte stradale) e, curvando poi a sinistra, passava su una banchina ad un livello inferiore di una ventina di metri sottostante La Madonna (ora chiesa di S. Maria, del cimitero), giungendo alla stazione di Arsiero che si trovava poco prima della cartiera Rossi, ora dismessa. Un binario procedeva oltre, per un centinaio di metri, fin dentro la cartiera stessa.

## Locomotive e rotabili
Per l'esercizio con trazione a vapore della linea vennero impiegate delle locomotive di varia origine e costruzione.
- Locomotiva a vapore con rodiggio 0-2-0 di fabbricazione Cerimedo & C.
- Locomotiva a vapore con rodiggio 0-2-0 di fabbricazione Henschel & Sohn
- Locomotiva a vapore con rodiggio 0-3-0 di fabbricazione Krauss

## Percorso (dopo l'ammodernamento del 1933)
A partire dal 1933, l'esercizio riprese sul nuovo percorso a scartamento ordinario (1435 mm).

### Il percorso
| Unknown route-map component "exCONTg" |

|  | Unknown route-map component "exABZg+l" | Unknown route-map component "exCONTfq" |

| Unknown route-map component "exBHF" |

| Unknown route-map component "exCONTgq" | Unknown route-map component "exABZgr" |  |

| Unknown route-map component "exTUNNEL2" |

| Unknown route-map component "exTUNNEL2" |

| Unknown route-map component "exhSTRae" |

| Unknown route-map component "exTUNNEL2" |

| Unknown route-map component "exHST" |

| Unknown route-map component "exTUNNEL2" |

| Unknown route-map component "exTUNNEL2" |

| Unknown route-map component "exHST" |

| Unknown route-map component "exBHF" |

| Unknown route-map component "exhKRZWae" |

| Unknown route-map component "exKBHFe" |

Il nuovo tracciato iniziava in stazione di Rocchette dal binario che proveniva da Thiene (binario nº 3) nella direzione logica per il naturale prolungamento verso Arsiero, tenendosi per circa 200 metri sulla destra della linea a scartamento ridotto per Asiago; i due binari poco più avanti si compenetravano all'altezza del Lanificio Rossi - stabilimento nº 3 (verso il quale la linea a scartamento ordinario aveva un accesso di servizio), percorrendo il restante tratto in comune per altri 115 metri circa, dopo di che il binario a scartamento ridotto usciva sulla destra verso la galleria dell'Obelisco, direzione Asiago. Poco più avanti il nuovo binario attraversava due nuove gallerie consecutive di 110 e 141 m, poi un nuovo viadotto di 60 m in muratura a quattro arcate sul Rio dell'Orco e ancora una nuova galleria di 50 m, proseguendo fino al nuovo casello nº 6 delle Lugiare o Lujare (in dialetto) dove era prevista una fermata su richiesta, soppressa poco tempo dopo, al posto di quella vecchia situata di fronte alla Birreria Zanella. Fino a San Giorgio di Velo d'Astico riprendeva il vecchio percorso con le due gallerie di Meda a cui era stata rifatta la sagoma limite, modificandone anche la lunghezza rispettivamente a 47 e 88 m; quindi passava davanti al casello, ora nº 7, di Meda per raggiungere San Giorgio e, percorrendo da questo punto verso ovest il nuovo tratto in rettilineo, scavalcava prima il Rio Narotti con un ponte di 39 m e poi raggiungeva la nuova stazione di Velo d'Astico; poi superava un viadotto in muratura di 50 m (a 4 luci sul rio detto Roggia Giga o Velo) e subito dopo il torrente Posina mediante un imponente ponte a struttura mista, in parte in muratura e in parte a travata metallica di 40 m giungendo nella nuova stazione di Arsiero posta 500 m più a nord rispetto alla vecchia, mediante un tragitto di una decina di metri più elevato ed inverso rispetto al precedente. La sottostante banchina della vecchia linea, in corrispondenza della chiesa di S. Maria, venne coperta dal materiale di riporto per il terrapieno/rilevato per i binari nel tratto ponte-chiesa. In corrispondenza della chiesa, in direzione della stazione fu costruito un viadotto a 7 luci finte. Dalla nuova stazione fu attivato anche un collegamento con la Cartiera Rossi lungo 584 m che terminava davanti al cancello d'ingresso dello stabilimento.

## Locomotive e rotabili
- Locomotiva a vapore Henschel T3 di rodiggio 0-3-0 t
- Locomotiva Deutz Ldn 602

Automotrici:
- Breda ADn 550
- OM Aln 772
- OM Aln 773

## La chiusura definitiva
Dopo la sospensione del servizio ferroviario, sostituito da autocorse, venne disposta in seguito la soppressione definitiva della linea con la legge n. 60 del 26 febbraio 1977 pubblicata sulla Gazzetta Ufficiale n. 71 del 15 marzo 1977:
Soppressione delle Ferrovie Schio-Rocchette-Asiago e Thiene-Rocchette-Arsiero, già trasformate in servizio automobilistico a norma dell'art.1/c, della legge 2 agosto 1952, n. 1221.
composta di un solo articolo:
Le ferrovie Schio-Rocchette-Asiago e Thiene-Rocchette-Arsiero... sono soppresse...